# Piwo korzenne

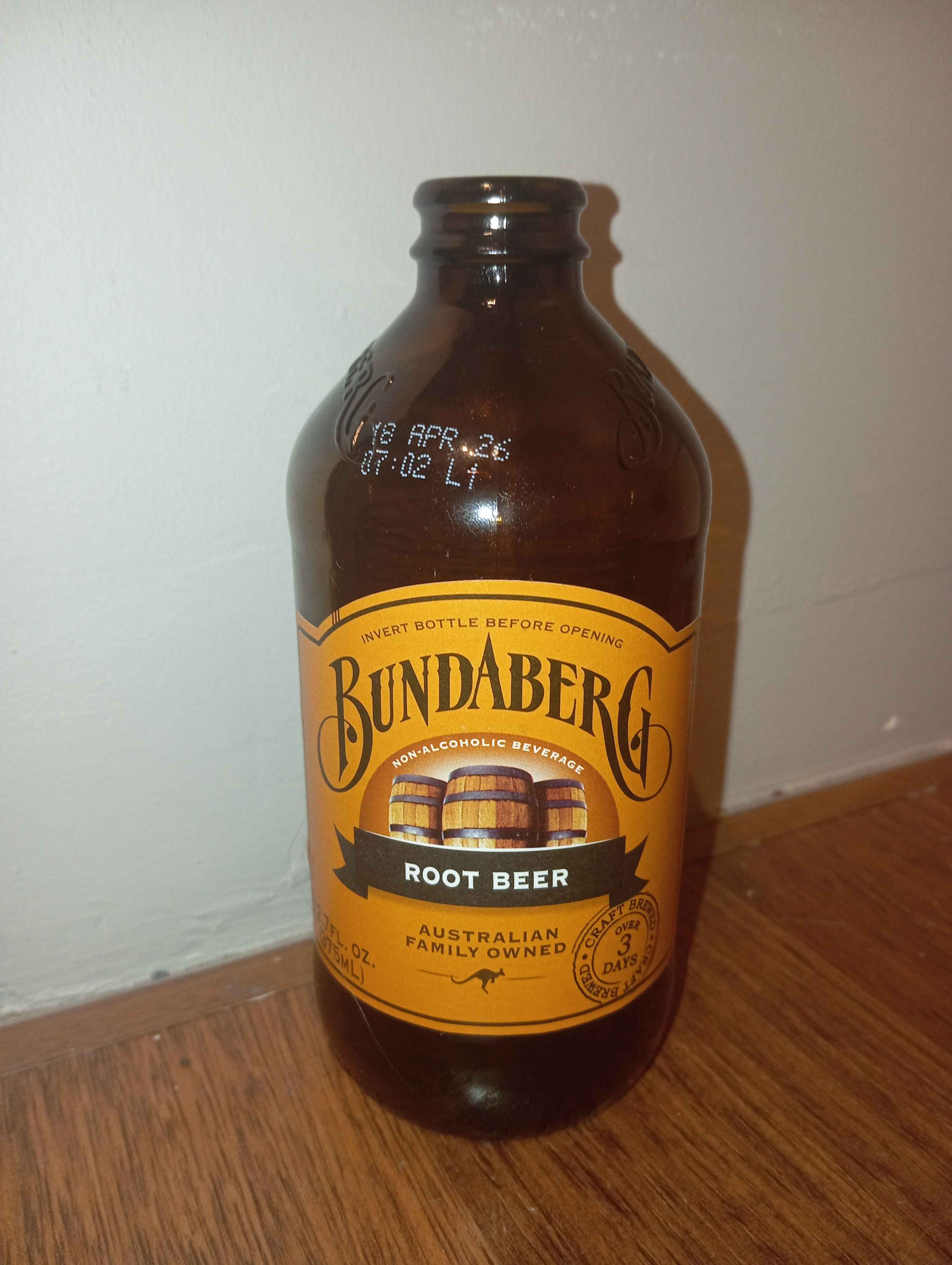
Piwo korzenne australijskiej firmy Bundaberg Brewed Drinks. W Polsce sprzedawane w sieci sklepów Dealz.

Piwo korzenne (ang. root beer) – amerykański gazowany, słodki napój, który wbrew nazwie nie zawiera alkoholu. Jest bardzo popularny w USA.

## Historia
Pierwotnie wytwarzany przez Indian z korzenia sasafrasa i sarsaparilli w celach leczniczych (miał właściwości antyseptyczne, nadawał się do leczenia zapaleń górnych dróg oddechowych) oraz dla poprawy nastroju. Później przejęty przez Europejczyków – nie mogli pić wody, ponieważ groziło to zatruciem, a zboże było zbyt cenne, by wytwarzać z niego piwo, więc osadnicy używali do tego korzeni roślin, niekiedy adaptując indiańskie metody. Napój traktowano zarówno jako lek, jak i jako słodycze – sprzedawano go zarówno w aptekach, jak i w sklepach cukierniczych. W 1875 r. napój trafił do masowej sprzedaży, co zawdzięcza się Charlesowi Elmerowi Hiresowi. Choć Hires chciał go pierwotnie nazwać herbatą korzenną (ang. Root Tea), wybrał jednak nazwę piwo korzenne, ponieważ wtedy napój był bardziej atrakcyjny dla klasy robotniczej, która stanowiła większość konsumentów. Piwo korzenne stało się niezwykle popularne w Stanach Zjednoczonych (w czym pomogła prohibicja – bezalkoholowe piwo korzenne stało się zamiennikiem prawdziwego piwa) i uczyniło Hiresa milionerem. Obecnie piwo korzenne nie zawiera już korzenia sasafrasa, ponieważ zawiera on szkodliwy i rakotwórczy safrol. Do jego produkcji używa się korzeni innych roślin, takich jak imbir, lukrecja czy kolcorośl.